# Gründen VS

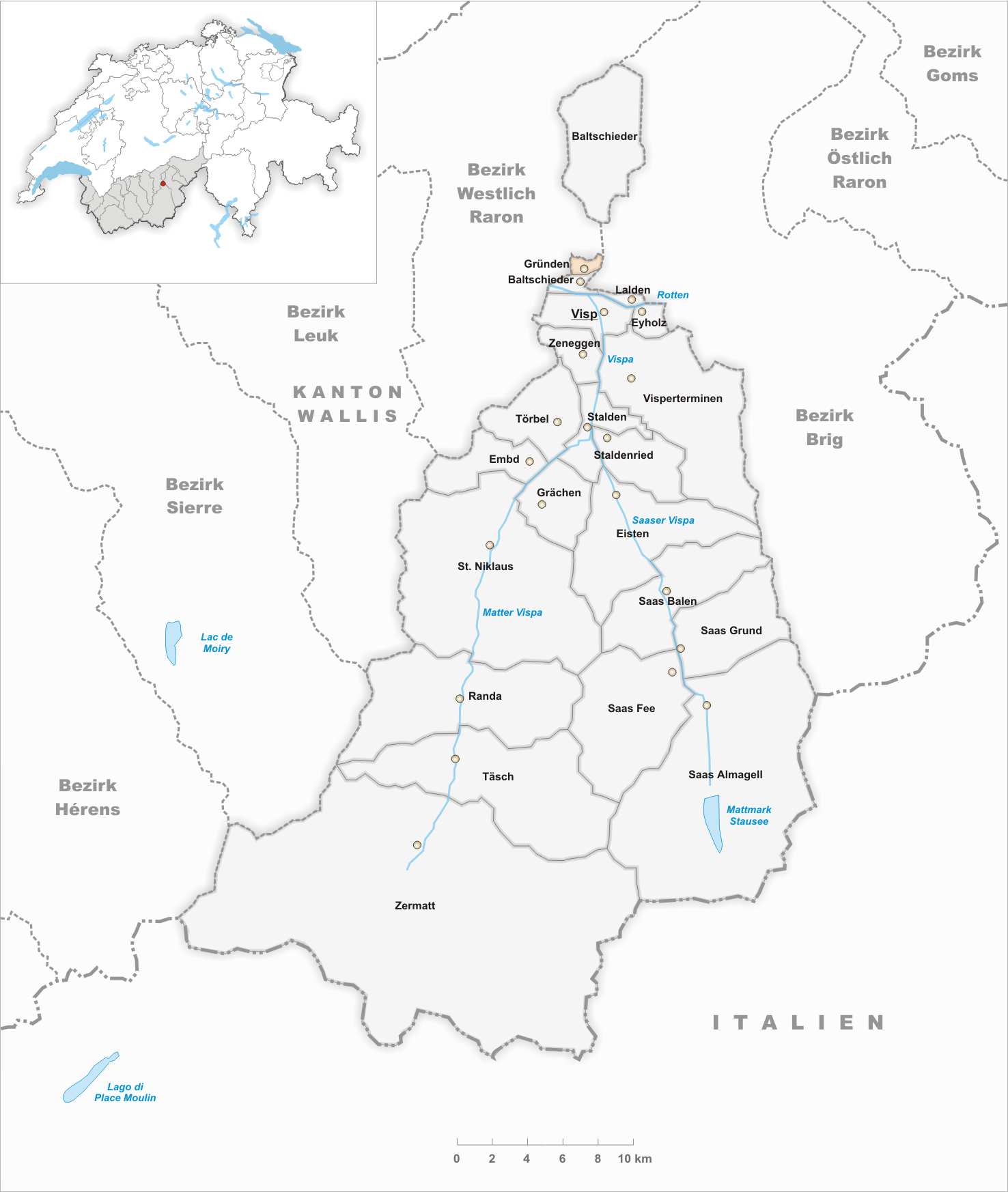
Gemeindestand vor der Fusion am 1. Januar 1923

Gründen ist eine Ortschaft in der Munizipalgemeinde Ausserberg im Schweizer Kanton Wallis. Am 1. Januar 1923 wurde die ehemalige Gemeinde nach der Gemeinde Ausserberg eingemeindet. Dabei wechselte die Fläche der Gemeinde vom Bezirk Visp zum Bezirk Westlich Raron.

## Bevölkerung
| Bevölkerungsentwicklung | Bevölkerungsentwicklung | Bevölkerungsentwicklung | Bevölkerungsentwicklung |
| ----------------------- | ----------------------- | ----------------------- | ----------------------- |
| Jahr                    | 1850                    | 1900                    | 1950                    |
| Einwohner               | 47                      | 32                      | 50                      |